# Can Juncosa
|  | Per a altres significats, vegeu «Can Juncosa (Arenys de Mar)». |

Can Juncosa o Villa Dolores és una torre senyorial d'Esplugues de Llobregat (Baix Llobregat) catalogada com a bé cultural d'interès local.

## Descripció
És una vil·la d'estiueig de planta baixa, pis i golfes amb torre adjunta. S'identifiquen tot un seguit de detalls noucentistes: elements clàssics als marcs de les portes i finestres, però, possiblement, és un edifici d'anterior construcció. Les façanes estan estucades en color vermell imitant el maó. Hi ha una separació de la planta baixa i el pis principal per una banda de ceràmica vidriada (blava i blanca amb motius clàssics). També n'hi ha a les xemeneies i a les juntures dels vessants de coberta. Destaca el ràfec de coberta, en fusta treballada, que també hi ha en altres construccions d'aquesta zona.
En origen era una obra historicista d'arrel neoclàssica, però per la seva tipologia fa pensar en els edificis de caràcter noucentista, possiblement per reformes posteriors.

## Història
No hi ha documentació sobre l'any de construcció. Formava part de les grans residències estiuenques que la burgesia barcelonina construïren, a l'últim terç del segle xix, per la rodalia de Barcelona.
La casa comptava amb una zona enjardinada fins a l'avinguda dels Països Catalans, que incloïa una masoveria i un molí de vent. Aquests van ser enderrocats l'any 2000 per a edificar uns blocs de pisos. Des de llavors els propietaris són la família Milà.